# 巴盖尔莫尔旺
巴盖尔莫尔旺（法語：Baguer-Morvan，法語發音：[baɡɛʁ mɔʁvɑ̃]）是法国伊勒-维莱讷省的一个市镇，属于圣马洛区。

## 地理
巴盖尔莫尔旺（48°31'30"N, 1°46'26"W）面积23.11 平方千米，位于法国布列塔尼大區伊勒-维莱讷省，该省份为法国西北部沿海省份，位于布列塔尼半岛东部，北濒大西洋，西接阿摩尔滨海省和莫尔比昂省，南至大西洋卢瓦尔省，西南端接曼恩-卢瓦尔省，东临马耶讷省，东北与芒什省接壤。
与巴盖尔莫尔旺接壤的市镇（或旧市镇、城区）包括：博讷曼、布列塔尼地区多勒、埃皮尼亚克、普莱盖尔、罗朗德里约、勒特龙谢。

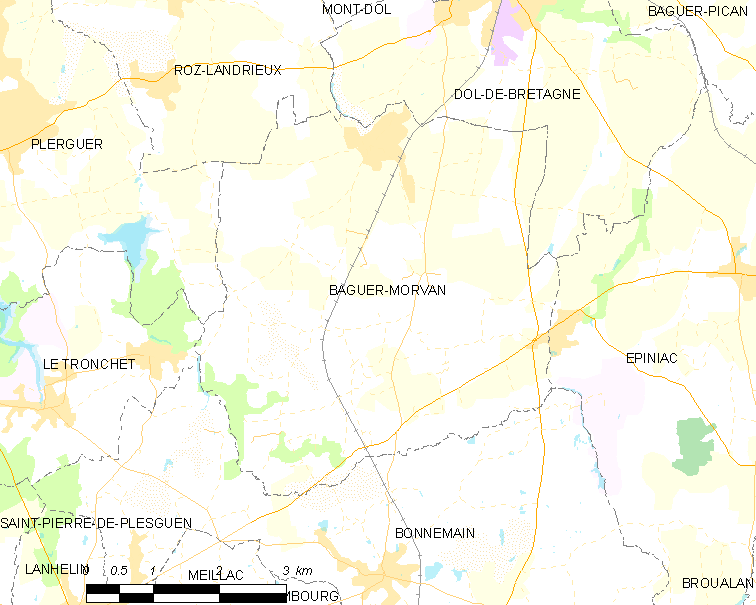
巴盖尔莫尔旺的OSM定位图

巴盖尔莫尔旺的时区为UTC+01:00、UTC+02:00（夏令时）。

## 行政
巴盖尔莫尔旺的邮政编码为35120，INSEE市镇编码为35009。

## 政治
巴盖尔莫尔旺所属的省级选区为布列塔尼地区多勒县。

## 人口

1962-2008年间巴盖尔莫尔旺人口变化图示

巴盖尔莫尔旺于2022年1月1日时的人口数量为1697人。